# Tadjikistan
République du Tadjikistan
(tg) Ҷумҳурии Тоҷикистон / Jumhurii Tojikiston 
(ru) Республика Таджикистан / Respoublika Tadjikistan 

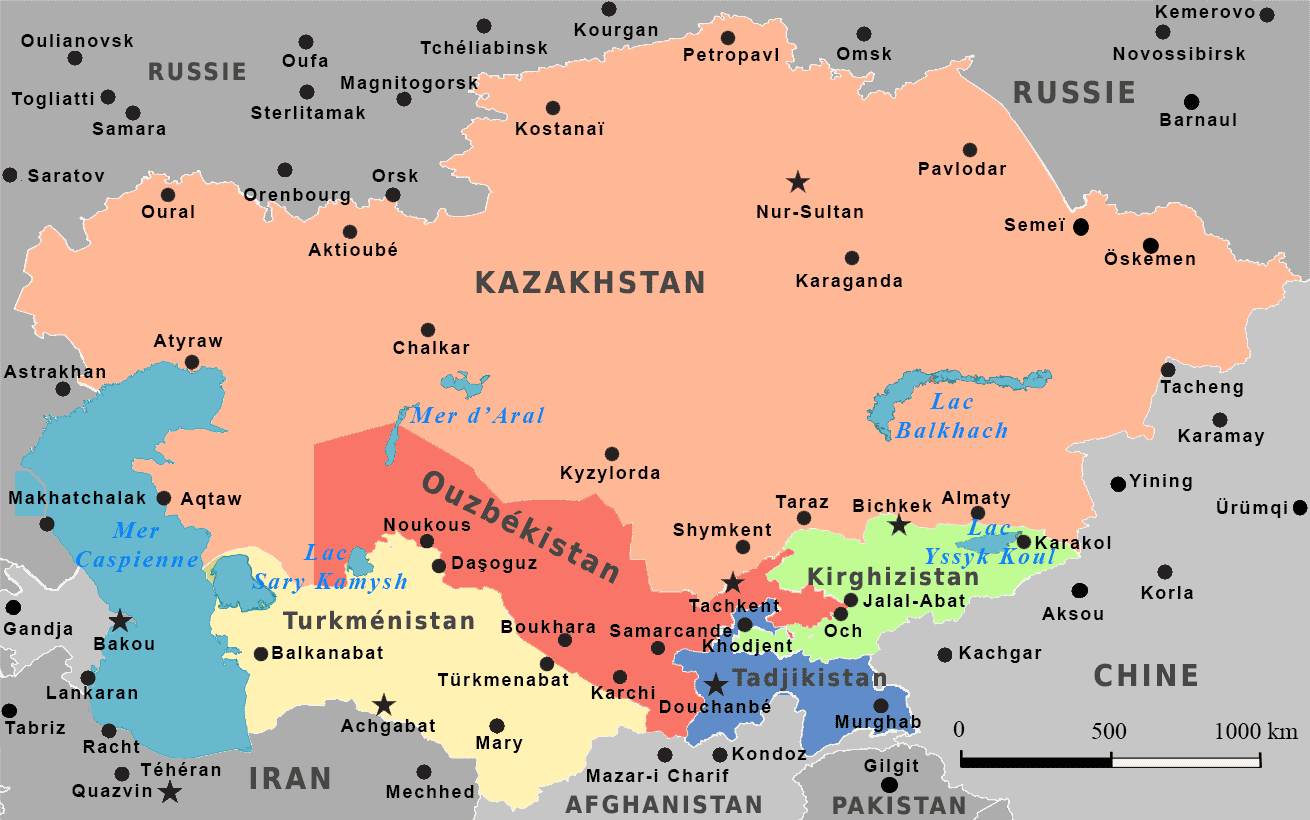
Asie centrale politique (2020)

Le Tadjikistan (en tadjik : Тоҷикистон / Tojikiston et en russe : Таджикистан / Tadjikistan), en forme longue la république du Tadjikistan (en tadjik : Ҷумҳурии Тоҷикистон / Jumhurii Tojikiston et en russe : Республика Таджикистан / Riespoublika Tadjikistan), est un pays montagneux d'Asie centrale, sans accès à la mer. Sa capitale est Douchanbé. Il est limitrophe du Kirghizistan au nord-nord-est, de la Chine à l'est, de l'Afghanistan au sud-sud-ouest et de l'Ouzbékistan à l'ouest. C'est le seul État issu de l'ancienne Asie centrale soviétique où la langue dominante n'est pas une langue turcique mais iranienne, le tadjik,. Les Tadjiks, qui forment le groupe ethnique majoritaire (84 % de la population), appartiennent à la famille des peuples iraniens.
Les frontières actuelles du Tadjikistan remontent à la création de la République socialiste soviétique (RSS) du Tadjikistan en 1929 au sein de l'Union soviétique, par séparation de la République socialiste soviétique autonome (RSSA) du Tadjikistan initialement créée au sein de la RSS d'Ouzbékistan. L'éclatement de l'URSS en 1991 entraîna la naissance d'un État tadjik indépendant, à l'instar de toutes les autres républiques socialistes soviétiques. La guerre civile qui s'ensuivit dura de 1992 jusqu'en 1997. Aujourd'hui encore, les conséquences en sont sensibles, et le Tadjikistan reste l'État le plus pauvre de l'ex-URSS, malgré une croissance soutenue et des richesses naturelles importantes mais encore peu exploitées (potentiels hydroélectrique, agricole, touristique). Depuis 1994, le pays est dirigé par le président Emomali Rahmon, sous lequel le respect des droits de l'homme reste une question problématique.

## Histoire

### Antiquité
Dans l'Antiquité, le territoire de l'actuel Tadjikistan appartient aux principaux empires qui se succèdent entre le Moyen-Orient, l'Asie centrale et l'Inde, tels la Perse achéménide, l'empire d'Alexandre le Grand, ses successeurs séleucides, puis le royaume gréco-bactrien. Comme dans toute l'Asie centrale, les influences culturelles et religieuses sont multiples, entre le zoroastrisme persan, les cultes hellénistiques, ou le bouddhisme venu d'Inde ou de Chine. Au Ier siècle de notre ère, ce territoire est absorbé dans l'Empire kouchan ; au Ve siècle, il est sous la domination des Hephtalites ou Shvetahûna. Ces nomades sont eux-mêmes remplacés par des groupes turcs, avant que les invasions arabes, au VIIIe siècle, n'entraînent la conversion de la majeure partie de la population à l'islam.

### Les Samanides
L'empire des Samanides fut le premier État persan indépendant à se reformer après la conquête de la région par les Arabes. Fondé par Ismoïl Samani, d'où son nom, il avait pour capitale la ville de Boukhara, dans l'actuel Ouzbékistan, et s'étendait du Khorassan, en Iran, aux limites orientales du Tadjikistan et de l'Afghanistan. Les Tadjiks considèrent cet empire comme leur première structure étatique, d'où ils tirent le nom de leur monnaie, le somoni. La culture tadjike, ou persane d'Asie centrale, se développa dans les florissantes cités de Boukhara et Samarcande : en témoignent les poètes Roudaki et Ferdowsi ou le philosophe et savant Avicenne.
L'État samanide succomba en 999 aux assauts des tribus turques d'Asie centrale, notamment les Qarakhanides. Les siècles suivants, la région subit les conquêtes de Gengis Khan et Tamerlan, puis se stabilisa sous la domination du khanat de Boukhara, gouverné par des dynasties turco-ouzbèkes. Les montagnes tadjiks, notamment le Pamir, étaient fréquemment traversées par les caravanes de la route de la soie, dont l'expédition de Marco Polo. La langue et la culture persanes continuaient de dominer les cités d'Asie centrale malgré la domination politique turque, contribuant à préserver l'identité ethnique tadjike, comme on appelait désormais les Persans de cette région.

### Colonisation russe
La deuxième moitié du XIXe siècle vit le Tadjikistan, avec le reste de l'Asie centrale, entrer dans le cadre du Grand Jeu, la rivalité coloniale entre les empires russe et britannique. Dès 1868, les troupes russes occupaient Khodjent, la principale ville du nord, porte de la fertile vallée de Ferghana. La chute des khanats de Kokand et Boukhara entre 1873 et 1876 entraîna la colonisation d'un vaste territoire, placé sous protectorat. La conquête fut parachevée en 1895 par l'annexion des principautés du Pamir. La vallée du Piandj, à la limite du Tadjikistan et de l'Afghanistan, marqua dès lors la limite sud de l'influence russe.
Les révolutions russes de 1917 entraînèrent en Asie centrale comme dans le reste de la Russie une féroce guerre civile. La résistance aux bolcheviks fut surtout le fait des populations turcophones, derrière le dernier émir de Boukhara, libéré du protectorat tsariste. La résistance basmatchi s'enracina dans les hautes vallées montagneuses et les collines du Sud, avec la contribution d'Ismail Enver qui périt sur place. Elle persista tout au long des années 1920 et sans doute au-delà dans certaines zones reculées, malgré une violente répression soviétique. Quelques centaines de milliers de Tadjiks se réfugièrent aussi en Afghanistan.

### Tadjikistan soviétique
La République socialiste soviétique autonome du Tadjikistan est créée en 1924 au sein de la République socialiste soviétique d'Ouzbékistan. Elle devient la République socialiste soviétique du Tadjikistan, séparée de l'Ouzbékistan, en 1929. Sa création s'inscrit dans le découpage de l'Asie centrale par Joseph Staline en républiques ethniques aux frontières tortueuses, alors même que les différentes nationalités, notamment Ouzbeks et Tadjiks, vivaient côte à côte depuis des siècles dans les villes ou la vallée de Ferghana. Les grandes villes de Samarcande et Boukhara, qui étaient peuplées majoritairement de Tadjiks, furent ainsi données à l'Ouzbékistan, et nombre de leurs habitants persanophones furent contraints de souscrire à leur nouvelle « identité » ouzbèke ou d'émigrer dans la nouvelle république tadjike.
Comme les autres républiques d'Asie centrale, le Tadjikistan soviétique fut gouverné par l'appareil local du Parti communiste, à la tête duquel alternaient Tadjiks et Russes. L'immigration russe vers la république fut notable : entre 1926 et 1959, la proportion de Russes dans la population de la république passa de moins de 1 % à 13 %. Le Tadjikistan demeura la république la plus pauvre de l'Union, celle où le taux d'épargne et la proportion d'étudiants au sein d'une classe d'âge étaient les plus faibles, témoignant d'un retard de développement pourtant nié par les autorités soviétiques.

### Tadjikistan indépendant
La perestroïka, engagée en URSS à partir de 1985, n'entraîne de bouleversements majeurs au Tadjikistan qu'à partir de 1990. À la suite des émeutes de Douchanbé, la république proclame sa souveraineté le 24 août 1990. Le 9 septembre 1991, le président du Parlement, Qadriddin Aslonov (en), qui avait interdit les activités du Parti communiste, fait proclamer l'indépendance, mais est renversé dès le 23 septembre par le conservateur Rakhmon Nabiyev, ancien secrétaire général du Parti. Les troubles qui s'ensuivent s'intensifient après l'élection de Nabiyev à la présidence le 24 novembre, jusqu'au développement d'une guerre civile entre partisans du gouvernement post-communiste, soutenus par Moscou, et une opposition variée, allant de démocrates libéraux à des groupes islamistes, en passant par une série d'organisations représentant certains groupes ethniques ou régionaux. Les troupes russes, notamment des gardes-frontières, participent aux affrontements, tandis que les civils russes fuient en masse la guerre et la misère grandissante.
Dès septembre 1992, Nabiyev, capturé par l'opposition, est contraint de se retirer du jeu politique, et le président du Parlement, Emomali Rahmon, le remplace à la tête du pays et de la faction gouvernementale. Rahmon apporte le soutien des milices de sa région natale de Kulob, dans le Sud. La guerre se prolonge jusqu'en 1997, sans qu'aucun camp ne parvienne à l'emporter, et fait près de 50 000 morts. La paix, conclue sous l'égide des Nations unies et de la Russie, consacre le pouvoir de Rahmon.
Rahmon est réélu président en 1999, puis en 2006, avec 99 %, puis 79 % des suffrages. Le président Rahmon est réélu quatre fois (dernière élection : 2020) sans opposition réelle ; le principal parti d’opposition – le Parti de la renaissance islamique, est banni de la vie politique et qualifié de terroriste depuis 2015.
La persistance de la guerre d'Afghanistan pèse sur le Tadjikistan. Ahmed Chah Massoud, l'un des chefs de la lutte contre les talibans, assassiné en 2001, appartenait à l'ethnie tadjike, qui constitue plus de 30 % de la population afghane. Avec l'Iran et la Russie, le Tadjikistan était, avant le 11 septembre 2001, l'un des principaux soutiens de l'Alliance du Nord.
Lors de l'invasion de l'Afghanistan en 2001, le gouvernement tadjik autorise l'emploi de bases aériennes à des fins de réapprovisionnement de fioul sur son sol aux forces de l'OTAN ; aucune présence militaire américaine n'y est cependant installée (celle-ci était située dans la base aérienne de Manas, au Kirghizistan, et à Karchi-Khanabad, en Ouzbékistan). En revanche, la France avait entre 2002 et 2014 une base aérienne où étaient déployés près de 170 soldats à Douchanbé. De plus, le gouvernement tadjik autorise les États-Unis et l'OTAN à utiliser des routes tadjikes pour approvisionner, en matériel non militaire, la Coalition en Afghanistan.
Par ailleurs, depuis 2004, une base indienne, la base aérienne de Farkhor (en), est présente sur le territoire national. La Russie possède aussi, depuis 2005, sa 201e base militaire près de Douchanbé. Entre 5 000 et 7 000 soldats y sont stationnés. La Russie aide aussi les garde-frontières tadjikes à la frontière avec l'Afghanistan (1 340 km), en particulier dans la lutte contre le trafic de drogue.
Le 21 mars 2009, le traité de Semipalatinsk instituant une zone exempte d'armes nucléaires en Asie centrale est entré en vigueur.
Le pays reste d'autre part exposé à la violence de groupes islamistes et au trafic de drogue depuis l'Afghanistan : sa pauvreté l'oblige dans ces domaines à collaborer avec la communauté internationale, l'assistance russe ne suffisant désormais plus.
Des troubles reprennent entre 2010 et 2012, sur fond d'escarmouches, embuscades et assassinats entre divers groupes armés (islamistes ou milices régionales) et les troupes gouvernementales tadjiks (en particulier, les affrontements de juillet 2012 au Haut-Badakhchan),.
À la frontière avec le Kirghizistan, malgré des efforts diplomatiques, l'accès aux ressources hydriques et la démarcation des frontières, et en particulier autour de l'exclave tadjik de Voroukh, restent des sujets d'affrontements. En avril 2021, plusieurs affrontements le long de la frontière font une soixantaine de morts et 60 000 Kirghizes sont évacués de la zone,,.
La lutte contre le radicalisme islamique reste une priorité.

## Politique

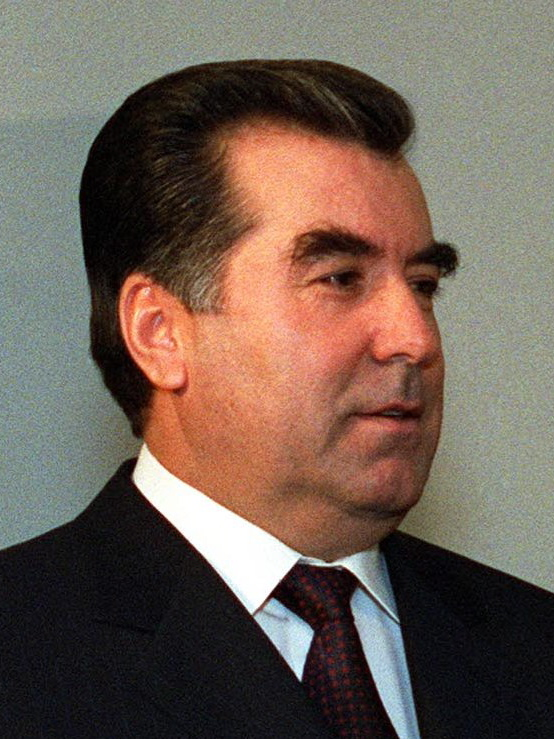
Le président tadjik, Emomali Rahmon.

### Institutions
Le cadre constitutionnel est celui d'une république présidentielle. Le Président est élu au suffrage universel pour un mandat de sept ans, renouvelable une fois seulement. Le Premier ministre est nommé par le Président. Le Conseil des ministres est nommé par le Président, approuvé par le Parlement.
| Président        | Emomali Rahmon   | Parti démocratique populaire du Tadjikistan | 6 novembre 1994  |
| Premier ministre | Kokhir Rasulzoda | Parti démocratique populaire du Tadjikistan | 23 novembre 2013 |

L'Assemblée suprême du Tadjikistan (Majlisi Oli) est le parlement du pays. Elle est structurée en deux chambres :
- Une chambre haute : l'Assemblée nationale (Majlisi milli). Composée de 33 membres, 25 d'entre eux sont élus par des élus locaux pour une durée de cinq ans et les 8 autres sont nommés par le président ;

- Une chambre basse : l'Assemblée des représentants (Majlisi namoyandagon). Ses 63 membres sont élus pour une durée de cinq ans : 22 au scrutin proportionnel plurinominal et les 41 restants sont élus de manière uninominale dans des circonscriptions.

### Vie politique
La vie politique du Tadjikistan reste marquée par le souvenir de la guerre civile qui opposa factions politiques et régionales entre 1992 et 1997. Certains observateurs expliquent par ce traumatisme la relative passivité politique de la population, qui préfère la stabilité actuelle à des promesses de changement toujours risquées.
Le parti du président Rahmon, le Parti démocratique populaire du Tadjikistan détient une large majorité dans les deux chambres. Le principal parti d'opposition, le Parti de la renaissance islamique est interdit en 2015. Les autres principaux partis sont alliés au parti au pouvoir. Rahmon et son gouvernement sont régulièrement critiqués pour avoir réduit l'opposition et les médias indépendants au silence,.

### Droits de l'homme
Le respect des droits de l'homme par le pouvoir reste sujet à caution. La liberté de la presse et le droit à un procès équitable sont mal assurés. La violence des forces de sécurité est difficilement contrôlable, et des cas de torture ont été dénoncés. L'état des prisons semble déplorable. Enfin, les droits sociaux et économiques des Tadjiks ont été encore réduits par la paupérisation de la société depuis l'indépendance : travail des enfants, travail forcé, discriminations et violences envers les femmes sont monnaie courante. Enfin, les minorités religieuses (juifs, protestants), semblent avoir été victimes de mesures discriminatoires et de destruction de leurs lieux de culte.
La situation empire durant le régime d'Emomali Rahmon : si selon Steve Swerdlow (chercheur spécialisé en politique de l'Asie centrale) le Tadjikistan a toujours occupé une place dans la catégorie « optimisme mesuré » (« Tajikistan always occupied a place in the slightly more hopeful category. »), de nombreux observateurs estiment que le pays a basculé en 2015 dans une brutalité sans précédent — tortures, pressions sur les journalistes, arrestations arbitraires…
Le 13 janvier 2016 le parlement a adopté une loi obligeant les parents à donner à leurs enfants un prénom tadjik tiré d'une liste de 10 000 prénoms. L'objectif affiché est d'éviter des prénoms tels que noms d'objets ou d'animaux, ainsi que les prénoms « étrangers à la culture et aux traditions » tadjikes. Cette loi s'inscrit dans un mouvement de dé-russification des noms entamée en 2007 par le président tadjik Emomali Rahmon, anciennement Rakhmonov.

### Politique étrangère
La politique étrangère du Tadjikistan est dominée par les problèmes de l'Afghanistan voisin, les risques de contagion qu'ils impliquent, du trafic de drogue à l'islamisme armé, et la nécessité importante de coopération internationale. Le Tadjikistan participe à de nombreuses organisations internationales, et reçoit un volume important d'aide. Il est resté proche de la Russie au sein de la CEI, mais développe les relations avec d'autres puissances régionales, telles la Chine, avec qui un conflit de délimitation des frontières fut résolu par un accord en 2002, et l'Iran, dont le Tadjikistan soutient la candidature à l'Organisation de coopération de Shanghai. Le Tadjikistan est aussi membre de l'OSCE, qui soutient divers programmes humanitaires et de réformes démocratiques dans le pays.

## Subdivisions

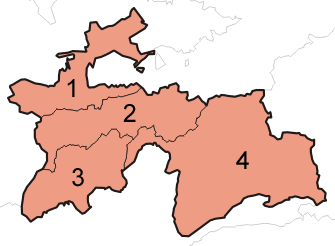
Provinces du Tadjikistan.

Le Tadjikistan est divisé en deux provinces (viloyat, pluriel viloyatho), une province autonome (viloyati mukhtor), et une Région de subordination républicaine, province administrée par le pouvoir central.
Chaque province est divisée en districts, eux-mêmes subdivisés en jamoats, puis en villages.
En outre, la capitale Douchanbé, quoique environnée de partout par la région de subordination républicaine, constitue une unité administrative ad hoc ne relevant d'aucune province.
| Numéro | Province                             | ISO 3166-2 | Chef-lieu    | Superficie (km²) | Pop. (2008) |
| ------ | ------------------------------------ | ---------- | ------------ | ---------------- | ----------- |
| 1      | Sughd                                | TJ-SU      | Khodjent     | 25 400           | 2 132 100   |
| 2      | Région de subordination républicaine | TJ-RR      | Vahdat       | 28 600           | 1 606 900   |
|        | Douchanbé (ville indépendante)       | TJ-RR      | Douchanbé    | 100              | 679 400     |
| 3      | Khatlon                              | TJ-KT      | Qurghonteppa | 24 800           | 2 579 300   |
| 4      | Haut-Badakhchan (province autonome)  | TJ-BG      | Khorog       | 64 200           | 218 000     |

## Géographie

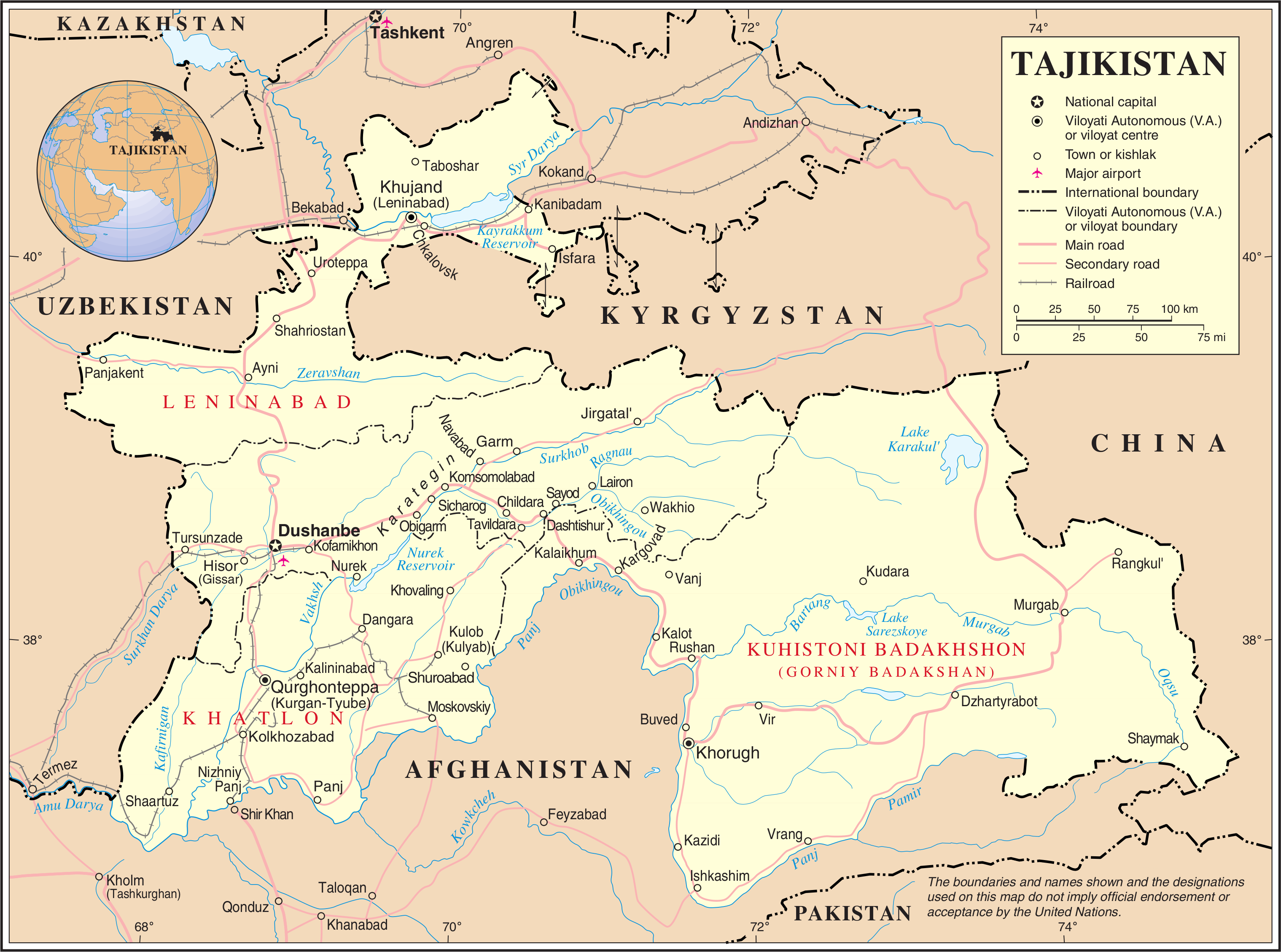
Carte du Tadjikistan.

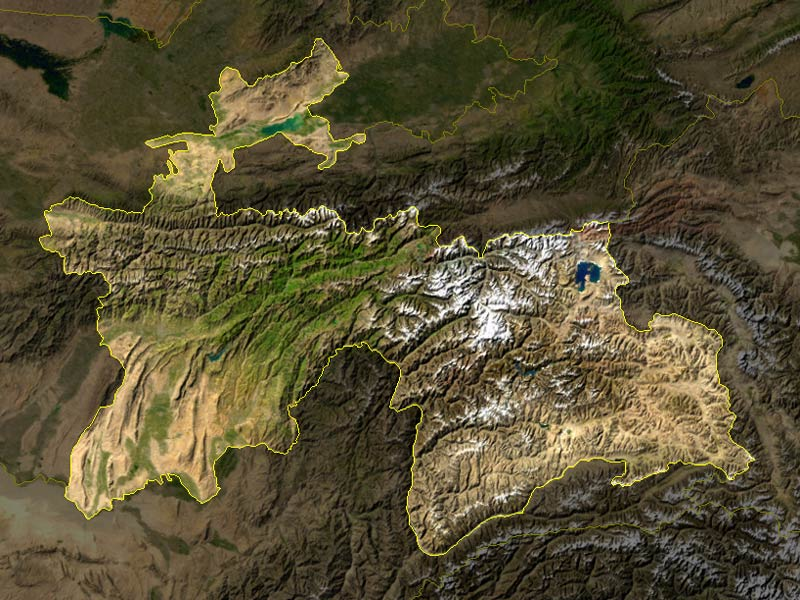
Vue satellite du Tadjikistan.

Le Tadjikistan est un pays enclavé, sans accès à la mer, et le plus petit pays de l'Asie centrale par sa superficie. Le territoire tadjik est constitué à 93 % de montagnes, et plus de la moitié a une altitude supérieure à 3 000 m. Son point culminant est le pic Ismail Samani, ancien pic Staline, puis pic du Communisme, à 7 495 m.
Le climat du Tadjikistan est continental, les températures connaissent d'importantes fluctuations saisonnières. En janvier, la température varie en moyenne de +2 °C à −2 °C dans les vallées du sud-ouest et du nord et descend jusqu'à −20 °C sur les hauts plateaux du Pamir. Les maximales de juillet oscillent de 10 °C à 15 °C dans le Pamir, 25 °C à 30 °C dans les vallées. Le minimum absolu relevé est de −63 °C dans le Pamir (Boulounkoul) et le maximum de 48 °C à Pyandj-Bas.

Les uniques zones non montagneuses du territoire tadjik se situent à l'extrémité nord du pays, qui se rattache à l'important bassin de Ferghana, et au sud-ouest, dans le bassin de l'Amou-Daria. Le centre du pays est dominé par de grandes chaînes de montagnes d'orientation est-ouest, notamment les monts Alaï, qui empêchent en hiver les communications terrestres entre la capitale, Douchanbé, et le nord. À l'est du pays, la région du Haut-Badakhchan est constituée de hauts plateaux de type tibétain, le Pamir, à la lisière nord duquel s'élèvent les plus hauts pics. Les glaciers du Pamir sont la principale source d'eau de l'Asie centrale, et alimentaient largement la mer d'Aral, par les deux fleuves du Syr-Daria et de l'Amou-Daria, avant le développement outré de la culture intensive du coton dans leur bassin à l'époque soviétique.
La culture du coton, très présente au Tadjikistan, est à la source de la plupart des problèmes écologiques actuels du pays[réf. nécessaire]. Outre la désertification induite par le gaspillage massif de l'eau dû à cette culture, l'emploi de pesticides tels le DDT et d'engrais chimiques[réf. nécessaire] a exposé la population agricole à de fortes toxicités, dont les conséquences sanitaires sont toujours présentes[réf. nécessaire].

## Économie

### Vue d'ensemble

Développement du PIB par habitant des pays d'Asie centrale.

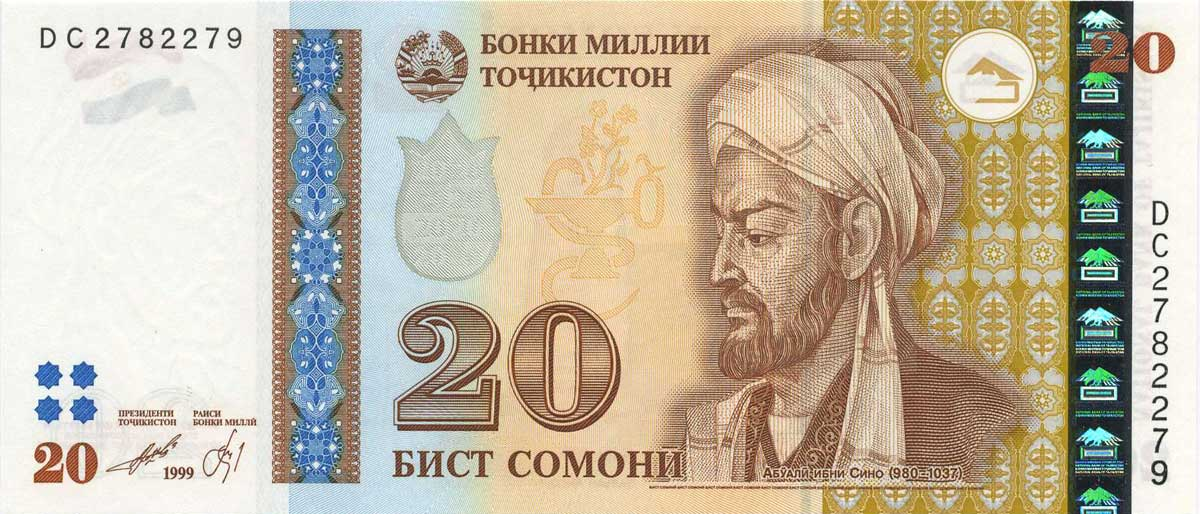
20 somoni du Tadjikistan, 1999.

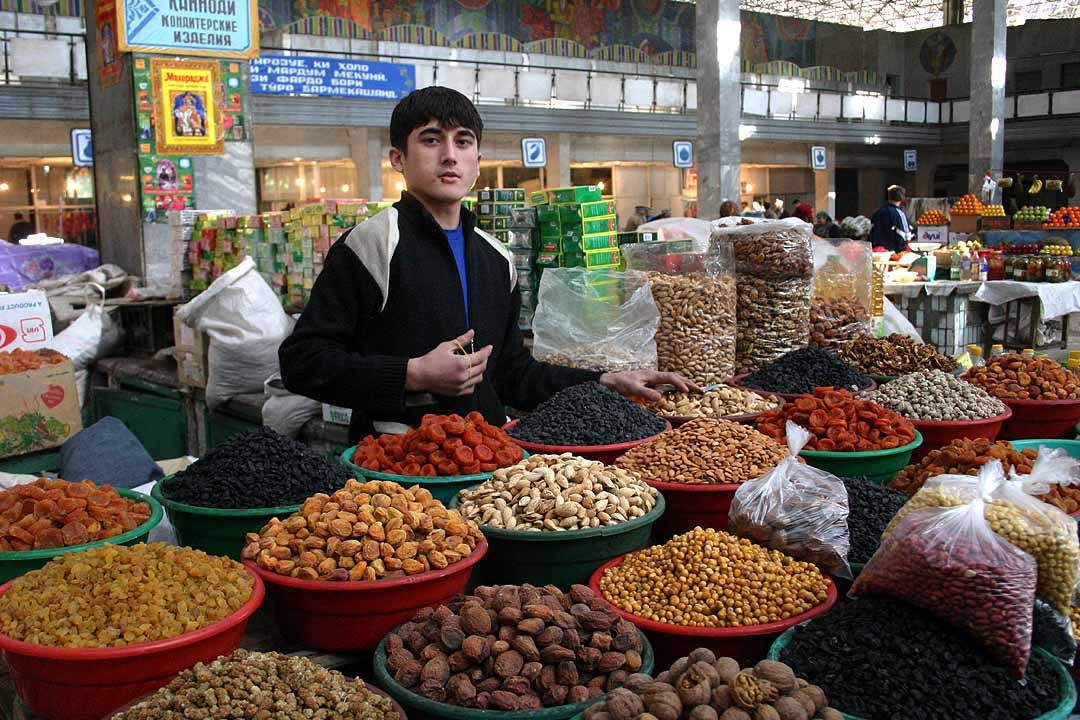
Un jeune homme vendant des fruits secs dans un marché tadjik.

Lors de l'indépendance, le Tadjikistan était déjà le pays le plus pauvre de l'ex-URSS, et à la suite de la guerre civile de 1992–1997, il était même l'un des pays les plus pauvres au monde. Les sources de revenu, liées à l'exportation du coton et de l'aluminium, sont précaires et rendent l'économie vulnérable aux cours du marché. En 2000 encore, l'aide internationale restait essentielle, notamment pour soutenir les programmes de « réhabilitation », dont le but est de réintégrer d'anciens combattants de la guerre civile dans la société. Elle a également été nécessaire pour limiter la chute de la production de nourriture, conséquence d'une seconde année de sécheresse. En août 2001, la Croix-Rouge a annoncé le début d'une famine au Tadjikistan, et appelé à une aide internationale, risque à nouveau évoqué au printemps 2008.
L'économie du Tadjikistan s'est pourtant considérablement redressée depuis la guerre civile. Selon la Banque mondiale, le PIB a augmenté en moyenne de 9,6 % par an entre 2000 et 2004, ce qui a permis au Tadjikistan d'améliorer sa position économique par rapport à d'autres pays d'Asie centrale comme le Turkménistan et l'Ouzbékistan, pays riches en hydrocarbures dont les économies connaissent une moindre croissance. Il reste pourtant un pays très pauvre. En 2008, suivant le FMI, la valeur du PIB par habitant en parité de pouvoir d'achat serait d'environ 2 000 dollars, ce qui en fait le 145e État au monde suivant ce classement. En 2007, 21,5 % de la population vivait sous le seuil de pauvreté absolue d'1,25 $ par jour. Enfin, près de 40 % du PNB proviendrait, en 2009, d'envois de fonds d'émigrés tadjiks.
Les mariages représentent une source de dépense particulièrement importante pour les ménages, qui en raison du respect accordé aux traditions et de la pression sociale peuvent dépenser jusqu'à 10 000 dollars alors que le revenu mensuel moyen s’élève à 137 dollars en 2017. La durée des célébrations et le nombre d'invités sont restreints par les autorités, qui estiment que ces traditions entravent le développement économique du pays. L'élévation du prix des mariages s'est beaucoup accéléré dans les années 1990. Dans un contexte de désagrégation des services publics (éducation, santé, transport…) et de difficultés pour l'État et les entreprises à verser à temps les salaires, la nécessité d'élargir son cercle social s'est faite de plus en plus insistante.
En 2024, le Tajikistan est classé en 107e position pour l'indice mondial de l'innovation.

### Situation énergétique
L'un des atouts économiques du Tadjikistan est son important potentiel hydroélectrique, qui découle du relief extrêmement montagneux du pays. Le barrage de Nourek, construit dans les années 1970, est le deuxième plus haut barrage électrique au monde. Le potentiel reste actuellement sous-exploité. Les principaux producteurs d'électricité de la région, du russe UES aux producteurs chinois ou iraniens, investissent lourdement dans de nouveaux projets de barrages géants, tel celui de Rogn, qui pourrait dépasser les 300 m de hauteur.
Le réseau d'approvisionnement électrique est cependant vétuste, ce qui provoque régulièrement des pénuries d'électricité et de chauffage public jusque dans la capitale. La corruption est aussi en cause, une importante quantité d'électricité aurait ainsi été secrètement détournée vers l'Ouzbékistan voisin, affaire plus rentable que l'approvisionnement de la population à des prix règlementés.

### Productions majeures
L'abondance d'énergie hydroélectrique a permis dès l'époque soviétique le développement d'une industrie de l'aluminium, très exigeante en électricité. Toutefois, la matière première, l'alumine, doit être importée, ce qui diminue la valeur ajoutée des exportations. Le producteur national, Talco, reste cependant un poids lourd du secteur au niveau mondial.
La production de coton est l'autre source de revenus majeure du Tadjikistan et fait vivre une grande partie de la population. Elle occupe encore plus du tiers des terres agricoles, la privatisation des fermes est extrêmement lente. Seuls 20 % du coton produit est traité par l'industrie textile nationale, le reste est exporté brut. L'équilibre alimentaire n'est pas assuré par l'agriculture nationale, qui doit être complétée par des importations de céréales du Kazakhstan et d'Ouzbékistan.
L'industrie légère et les services constituent une part essentielle de la croissance de la décennie 2000 et représentent l'essentiel du jeune secteur privé de l'économie, avec le bâtiment. Le secteur bancaire reste sous-développé : seuls 10 % du capital passerait par le système bancaire, auquel les PME n'ont presque jamais recours pour leur financement.

### Une émigration économique massive
En 2009, environ 35 % des travailleurs du Tadjikistan (soit environ 800 000 personnes) travaillent à l'étranger. 90 % des Tadjiks qui partent travailler à l'étranger choisissent comme destination la Russie. Dans les six premiers mois de l'année 2016, près de 300 000 travailleurs tadjiks ont rejoint la Russie, un chiffre en baisse de 9 % par rapport à l'année précédente. En 2021, le nombre de travailleurs tadjiks en Russie est estimé à 2 millions.
Dans les années 2010, les envois d'argent par les émigrés représentent entre 30 et 50 % du PIB tadjik. Ce chiffre est estimé à 28 % en 2015 et à 40 % en 2019.

## Démographie

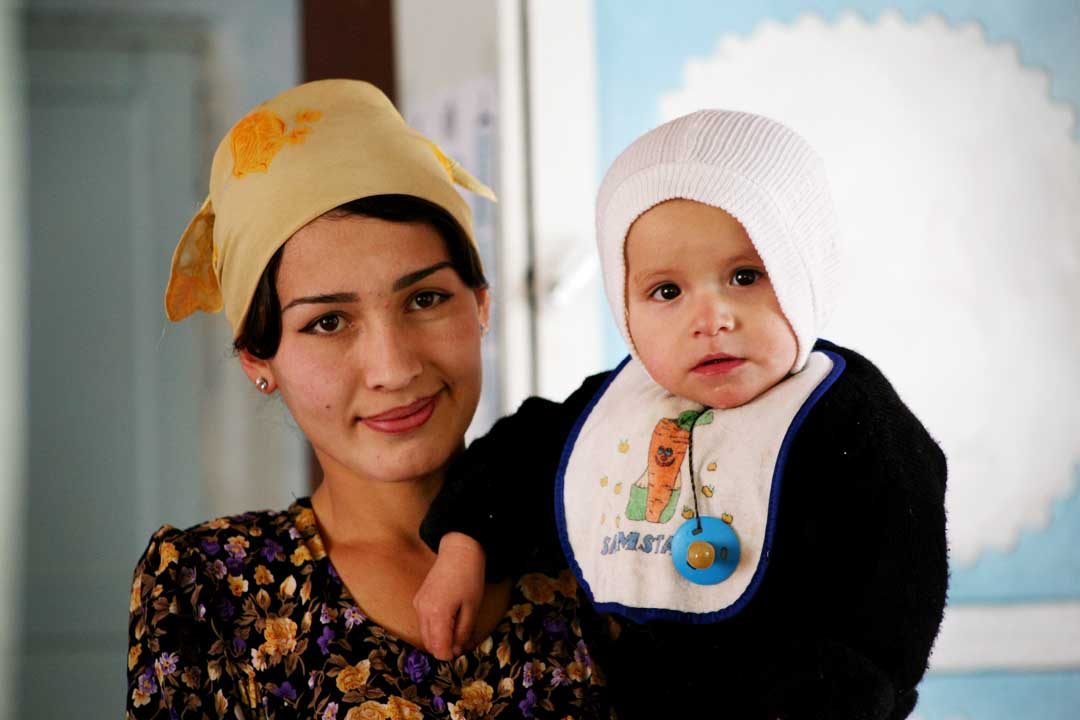
Une femme tadjike et son enfant.

D'après la CIA, la population est estimée en 2023 à 9 245 937 habitants. D'après le recensement de 2010, la population du Tadjikistan est de 7 560 000 habitants.
De début 2008 à fin 2009, plus de 3 600 réfugiés afghans se sont exilés au Tadjikistan.
Près d'un million de Tadjiks, surtout de jeunes hommes, travaillent à l'étranger en 2009, surtout en Russie, même si la crise économique a entraîné une importante vague de retour.
Les statistiques officielles comptaient en 2000 plus de 100 000 personnes handicapées. Ce chiffre élevé est notamment le fruit des années de guerre civile durant la décennie 1990. La Banque mondiale collabore avec le gouvernement tadjik pour la mise en place de programmes de soutien et de réinsertion visant cette catégorie de la population.
- Espérance de vie à la naissance : 67,06 ans (en 2014)[1] ;
- Espérance de vie des hommes : 63,96 ans (en 2014)[1] ;
- Espérance de vie des femmes : 70,32 ans (en 2014)[1] ;
- Taux de croissance de la pop. : 1,75 % (en 2014)[1] ;
- Taux de natalité : 24,99 ‰ (en 2014)[1] ;
- Taux de mortalité : 6,28 ‰ (en 2014)[1] ;
- Taux de mortalité infantile : 35,03 ‰ (en 2014)[1] ;
- Taux de fécondité : 3,6 enfants/femme (en 2023)[1].

## Transport

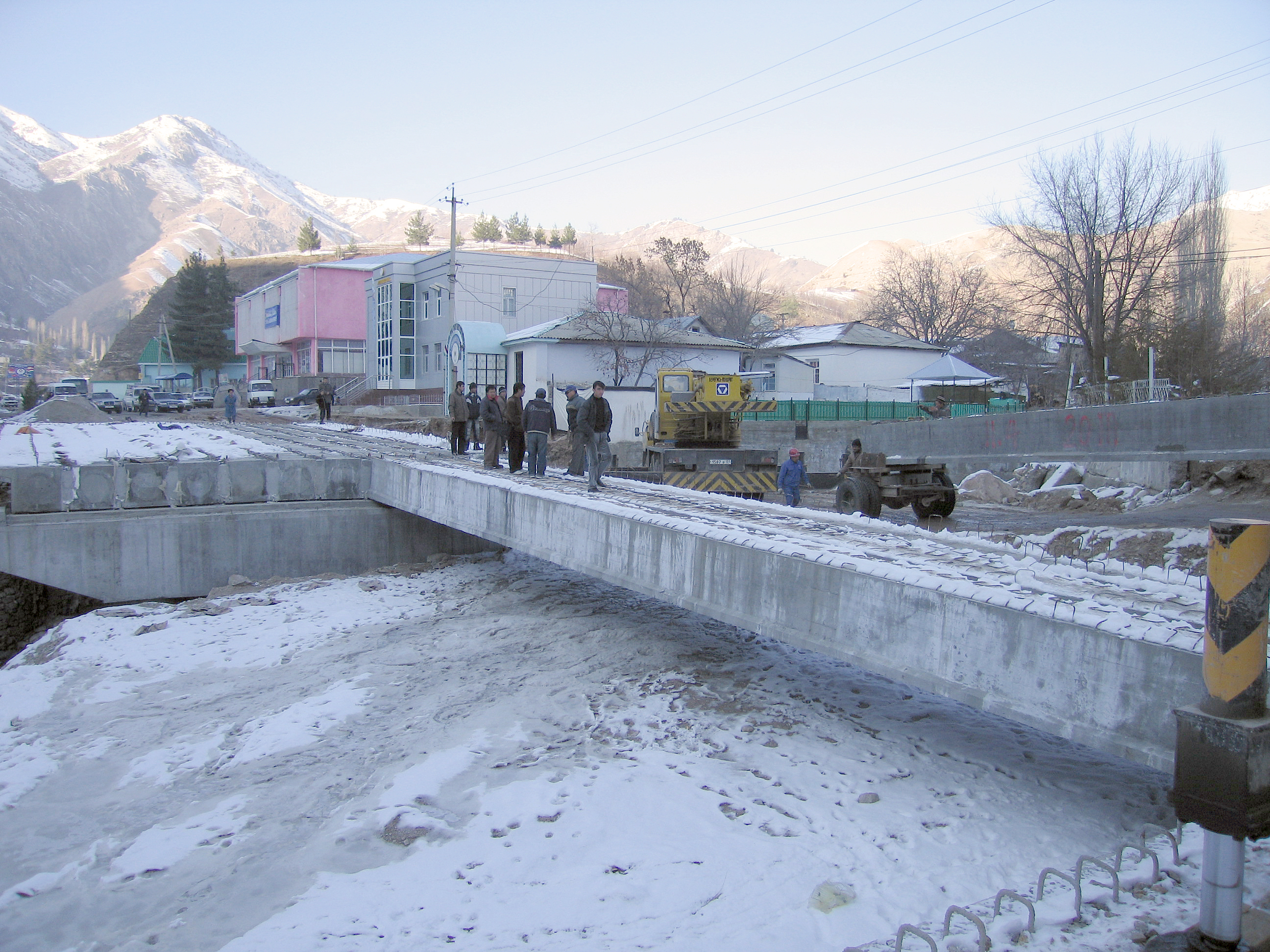
Des travailleurs chinois construisent un pont sur la route Douchanbé-Khodjent.

Le système de transport du Tadjikistan remonte essentiellement à l'époque soviétique. Il s'est largement détérioré à la suite de la guerre civile et de la détérioration de l'économie. Depuis 2005, une série de grands projets visent à développer une infrastructure convenable. La priorité est donnée aux liaisons entre Douchanbé et le nord, notoirement insuffisantes : un maillon important de cette route, le tunnel d'Anzob, fut inauguré dès juillet 2006.
La route du Pamir, qui traverse les hauts-plateaux depuis Khorog, sur la frontière afghane, jusqu'à la frontière kirghize, au nord du lac Kara-Kul, est à nouveau entretenue. Une liaison routière entre Murghab, au cœur du Pamir, et la Chine, fut inaugurée dès 2004.
Le réseau ferroviaire est peu développé mais intégré à l'ancien réseau soviétique. 480 km de voies à écartement large (1 520 mm) relient les principaux centres de l'ouest du pays à l'Ouzbékistan voisin.
Le transport aérien reste peu développé. La compagnie nationale Tajik Air connaît désormais la concurrence de petites compagnies privées, comme Somon Air.

## Langues
Selon la Constitution du Tadjikistan, les langues officielles du Tadjikistan sont le russe, la langue de communication interethnique, et le tadjik, de la famille des langues indo-européennes, du groupe des langues iraniennes ou persanes.

## Éducation
18,2 % des dépenses du gouvernement de la période 2000 – 2007 furent affectées à l'éducation. L'enseignement primaire est obligatoire. Néanmoins, un quart des filles ne termine pas sa scolarité primaire.

## Religion
Environ 95 % de la population est musulmane (90 % de sunnites et 5 % d'ismaéliens). Le reste est composé principalement des minorités bahaïes et chrétiennes. Une loi de 2009 donne un rôle spécifique à l'école hanéfite du fiqh musulman, considéré comme plus modérée que d'autres.

## Culture
| Date    | Nom français          | Nom local | Remarques                          |
| ------- | --------------------- | --------- | ---------------------------------- |
| 21 mars | Équinoxe du printemps |           |                                    |
|         | Navrouz               |           | Initialement nouvel an zoroastrien |

La musique tadjike est une musique des peuples persanophones, pratiquant notamment le maqôm, comme l'ensemble des cultures turques et persanes.